# Acicys cladaropa
Acicys cladaropa är en fjärilsart som beskrevs av Turner 1911. Acicys cladaropa ingår i släktet Acicys och familjen Crambidae. Inga underarter finns listade i Catalogue of Life.